# Przemir
Przemir – staropolskie imię męskie, złożone z członów Prze- („przez” i wiele innych znaczeń) i -mir („pokój”, „spokój”, „dobro”). Imię to jest notowane w Polsce od 1427 roku.
Niektóre możliwe staropolskie zdrobnienia: Przemek, Przemko, Przesz, Przeszek.
Przemir imieniny obchodzi 9 stycznia.